# Тибекин, Олег Анатольевич
Олег Анато́льевич Тибе́кин (1 августа 1972, Красноярск — 16 декабря 1999, Грозный) — командир мотострелковой роты 752-го мотострелкового полка 3-й гвардейской Вислинской мотострелковой дивизии 22-й армии Московского военного округа, капитан. Герой Российской Федерации.

## Биография
Родился 1 августа 1972 года в городе Красноярске.
После окончания института родители Олега переехали в посёлок Северо-Енисейский (Северо-Енисейский район Красноярского края).
Мать — врач-окулист, офицер медицинской службы.
Отец — Анатолий Николаевич — долгое время работал прокурором Северо-Енисейского района, лейтенант.
Дед Олега, Константин Архипович Лукашевич, закончил Великую Отечественную войну старшим лейтенантом.
Среди родных два дяди — старшие лейтенанты, трое — подполковники, один — полковник, второй дед — генерал-майор.
В 1989 году Олег закончил Северо-Енисейскую среднюю школу № 1 им. Е. С. Белинского.
После школы подал документы в Дальневосточное военное общевойсковое командное училище (г. Благовещенск). По окончании училища в 1993 году был направлен в в/ч 54262.
С января по август 1996 года Олег Тибекин принимал участие в боевых действиях в Чеченской республике в составе 166-й отдельной мотострелковой бригады (г. Тверь). За проявленное мужество был награждён медалью «За отвагу».
С сентября 1999 года (в августе был отозван из отпуска) участвовал в антитеррористической операции на территории Чечни в составе 752-го мотострелкового полка (г. Нижний Новгород), командовал 3 мотострелковой ротой.
Капитан Тибекин погиб 16 декабря 1999 года на поле боя при штурме высоты 398,3 в Октябрьском районе города Грозного.
Штурм высоты 398.3 планировался заранее. На высоту ходила разведка, вступила в бой с боевиками. 15.12.1999 среди солдат 752 полка была распространена ложная информация о том, что ночью на высоту будет сброшена вакуумная бомба и бойцам останется только подняться вверх занять позиции. 
Штурм начала вторая мотострелковая рота под командованием капитана Абросимова (Абрамс). Около 2-3 часов ночи в полной темноте бойцы начали восхождение на высоту. Передовая группа неожиданно вышла прямо на позиции боевиков, которые сидели у костра. Поначалу никто не понял, что происходит, а после того как один из бойцов поинтересовался у боевиков кто они, те, поняв, кто к ним пришел, открыли огонь. Трое солдат были убиты сразу, остальные залегли и начался ночной бой. Часть солдат рассеялись по склону, часть отступили в неразберихе. 
Через некоторое время к месту боя поднялась первая рота лейтенанта Плотникова. К этому времени боевики подтянули значительные силы. Штурм был сорван, подразделения мотострелков отошли до рассвета.
При штурме высоты имели место дружеский огонь со стороны развед роты по мотострелкам, необдуманные попытки подняться разрозненными группами на высоту. В одной из такой попыток погиб капитан Тибекин. В итоге высоту брала пехота вместе с разведкой. 
При штурме высоты рота Тибекина, а так же 1 взвод 1 мотострелковой роты, под командованием лейтенанта Плотникова, попали в засаду боевиков. Двух раненых ребят командир вынес из боя, а вернувшись, приказал сменить позицию. Как опытный капитан, в сложившейся ситуации он принял решение остаться и прикрывать огнём отступление солдат. Отстреливался до последнего, пока боевики не взобрались на высоту и не расстреляли его в упор. 
Всего при штурме высоты 398.3 погибло около 15 российских солдат и офицеров, хотя боевики утверждали, что уничтожили на высоте более 100 военнослужащих, что не соответствует действительности. При этом потери самих боевиков на высоте были не меньше, чем у федералов. 
Самые существенные потери понесла 1 мотострелковая рота. БМП-2 командира 1 МСР лейтенанта Плотникова была захвачена боевиками вместе с наводчиком и отогнана в Грозный. Используя эту БМП-2, боевики впоследствии обстреливали позиции мотострелков. Наводчик был пленен боевиками, но впоследствии освобождён. 17 декабря 1999 года высота была занята подразделениями 752 МСП.

## Награды
- Герой Российской Федерации (9 марта 2000, посмертно) — за мужество и героизм, проявленные при ликвидации незаконных вооружённых формирований в Северо-Кавказском регионе[1]
- Орден Мужества
- Медаль ордена «За заслуги перед Отечеством» 2-й степени с мечами
- Медаль «За отвагу»

## Память
Похоронен на родине, в Красноярске, на Аллее Славы Бадалыкского кладбища.

Защищая в сороковые годы Родину от фашистских захватчиков, празднуя всенародную Победу, я подумать не мог, что через пятьдесят четыре года, в мирное время, придет такое горе: потеря на поле боя первого внука… То, что он стал Героем России, — не утешение. Но я сам помог ему вырасти офицером, человеком чести и подвига! И я, старый, восьмидесятилетний солдат Великой Отечественной, склоняю поседевшую голову над могилой своего внука — навсегда оставшимся молодым, двадцатисемилетним…
Константин Архипович Лукашевич, дед Олега
Именем Тибекина названы улица и школа в посёлке Северо-Енисейском.
Эту же школу в 1942 окончил и Герой Советского Союза Ефим Семёнович Белинский.
Так совпало, что оба выпускника этой школы погибли, спасая своих солдат в один и тот же день — 16 декабря, лишь с разницей в 55 лет.
15 ноября 2002 года в Нижнем Новгороде, в военном городке, установлен бюст героя.